# Verein für Höhlenkunde Ebensee
Der Verein für Höhlenkunde Ebensee ist der zweitgrößte höhlenkundliche Verein Österreichs und widmet sich der Betreuung der Gassel-Tropfsteinhöhle (Schauhöhle) sowie der wissenschaftlichen Erforschung von Höhlen in der Nähe des Vereinssitzes (Ebensee, Salzkammergut).
Der höhlenkundliche Verein hat heute etwa 350 Mitglieder und versteht sich nach seinen Statuten als unpolitischer, auf fachwissenschaftlicher Grundlage aufgebauter, gemeinnütziger Verein.

## Geschichte
Berichte über Höhlenforschung in Ebensee gibt es seit dem Jahr 1911. Die Aktivitäten fanden im Rahmen des Ebenseer Bergsteigerbundes statt. So auch die Erforschung der Gassel-Tropfsteinhöhle ab 1918.

Der Verein für Höhlenkunde in Ebensee wurde jedoch erst am 8. April 1933 gegründet. Anstoß dafür war eine Klausel im Pachtvertrag für die im gleichen Jahr eröffnete Gassel-Tropfsteinhöhle, in welcher eine Trägergesellschaft für den Betrieb der Schauhöhle gefordert wurde. Erster Obmann war Franz Pergar, der maßgeblich zur Erforschung der Höhle beitrug, Schriftführer war Hans Falmseder und Kassier war Franz Ippisch. 

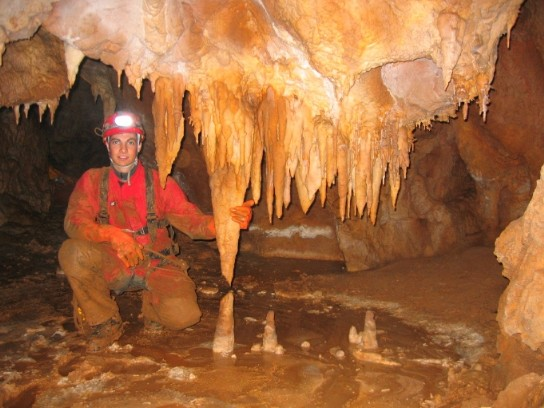
In der "Schatzkammer" der Gasselhöhle, Ebensee

Der Mitgliederstand betrug 46 Personen. Höhlenforschung wurde neben der Gasselhöhle auch in der Rötelseehöhle und am Steinberg betrieben. Als Pergar 1941 von seinen Funktionen zurücktrat, wurde Falmseder neuer Obmann.
1947 nach dem Tod von Franz Pergar wurde der Verein umgebildet und in "Hohlenforscher-Verein Ebensee" umbenannt. Im gleichen Jahr wurde die Gassel-Tropfsteinhöhle nach der kriegsbedingten Schließung wiedereröffnet.
1952 trat der Verein schließlich als Sektion Ebensee dem Landesverein für Höhlenkunde in Oberösterreich bei. In dieser Zeit war man besonders im Hochkogelgebiet aktiv und konnte einige bedeutende Höhlen entdecken und erforschen, beispielsweise die Plagitzerhöhle, eine Tropfsteinhöhle im Hangenden Kogel.
Ab 1954 war Georg Oberndorfer Obmann, der 1961 starb. Neuer Obmann wurde Franz Novotny. 1963 wurde wegen Personalmangels und des schlechten Besuchs die Höhle geschlossen und konnte erst 1973 wieder geöffnet werden. Die Mitgliederzahl sank inzwischen auf 23.

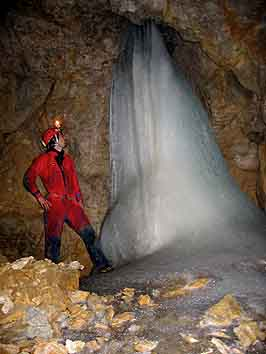
Im Eispalast der Grünbergalm-Eishöhle, Ebensee

1974 wurde der Hauptschuldirektor Hubert Heissl Obmann. Forschungsgebiete waren neben der Gasselhöhle, in der man großartiges Neuland fand, vor allem das Tote Gebirge, das Höllengebirge und das Dachsteingebirge.
Nach langen Verhandlungen wurde 1985 der Verein als Verein für Höhlenkunde Ebensee wieder selbstständig. 1986 übernahm Gerhard Zeppetzauer die Obmannstelle, die er noch heute innehat.
Die Mitgliederzahl beträgt heute etwa 350, wobei der Großteil der Mitglieder unterstützend ist und einen wesentlichen Beitrag zur Erhaltung der Schauhöhle beiträgt.

## Ziele des Vereins
- Erkundung, Vermessung und Dokumentation von Höhlen, vorzugsweise in der Umgebung des Vereinssitzes, und deren wissenschaftliche Erforschung in Zusammenarbeit mit Fachinstitutionen
- Führung der Gasselhöhle als Schauhöhle und Betrieb der Schutzhütte. Erhaltung der Weganlagen in der Höhle sowie die Erhaltung des Zugangsweges

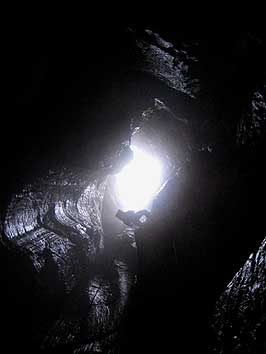
Befahrung des Flaschenschlundes, Schachthöhle, Steinberg, Ebensee

- Pflege des Natur- und Denkmalschutzes speziell im Bereich von Höhlen und des übrigen Karstformenschatzes
- Verbreitung der Kenntnisse über Höhlen- und Karstformen durch Publikationen, Vorträge oder durch Veranstaltung von Tagungen
- Ausbildung von Höhlenforschern und Höhlenführern
- Aufstellung und Schulung einer Höhlenrettungsgruppe in enger Zusammenarbeit mit dem Verband für Höhlenrettung in Oberösterreich
- Zusammenarbeit mit anderen höhlenkundlichen Vereinen und Mitarbeit am Landeshöhlenkataster

## Höhlenverteilung im Gemeindegebiet von Ebensee (Salzkammergut, Österreich)
Im Gemeindegebiet von Ebensee sind bisher mehr als 200 Höhlen entdeckt und erforscht worden. Der Großteil befindet sich im  Toten Gebirge sowie im Höllengebirge, die durch ihre stark verkarstungsfähigen Gesteine (Wettersteinkalk, Hauptdolomit und Dachsteinkalk) eine hohe Höhlendichte aufweisen.
Einige bemerkenswerte Höhlenobjekte sind auch in den Trauntaler Voralpen zu finden. So die Gasselhöhle, die tropfsteinreichste Höhle der Nördlichen Kalkalpen. Sie liegt auf 1229 m Höhe am Fuße des Gasselkogels, einem Ausläufer des Erlakogels.